# النا فابریتسی
النا فابریتسی (ایتالیایی: Elena Fabrizi؛ ۱۷ ژوئن ۱۹۱۵ – ۹ اوت ۱۹۹۳) بازیگر اهل ایتالیا بود. 
از فیلم‌ها یا برنامه‌های تلویزیونی که وی در آن نقش داشته است می‌توان به پیرینو، آفتی برای رهایی، آدم‌های ناشناس، شیطان عاشق و همسرم اشاره کرد.